# Grootoorspringmuis
De grootoorspringmuis (Euchoreutes naso) behoort tot de familie van de jerboa's. De soort is de enige uit het geslacht Euchoreutes en uit de onderfamilie Euchoreutinae. Het lichaam is zo'n 7 tot 9 centimeter lang, de staart meet nog eens zo'n 15 tot 16 centimeter. Hij komt voor in Noord-China en Mongolië, onder andere in de Gobi en Taklamakan-woestijnen en de Altaj. Het diertje is niet schuw, en kwetsbaar voor verwilderde huiskatten.